# 韦因地区拉奇
韦因地区拉奇是奥地利施蒂利亚州莱布尼茨县的一个市镇。2005年人口419人。